# Walter Moras
Walter Otto Moras (* 20. Januar 1856 in Berlin; † 4. März 1925 in Harzburg) war ein deutscher Maler.

## Leben
Seine Entwicklung wurde wesentlich geprägt von dem bekannten Marine- und Landschaftsmaler Hermann Eschke, in dessen Atelier er seine Ausbildung erhielt. 1876 stellte er zum ersten Mal auf der Ausstellung der Königlichen Akademie der Künste in Berlin aus. Bis 1912 war er mit wenigen Ausnahmen kontinuierlich auf den Großen Berliner Kunstausstellungen vertreten. Mehrfach beteiligte er sich auch an den Ausstellungen des Bremer Kunstvereins, des Oldenburger Kunstvereins, des Königsberger Kunstvereins und war 1890 auf der Jahresausstellung in München präsent.

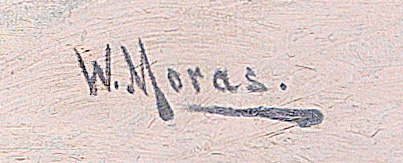
Signatur

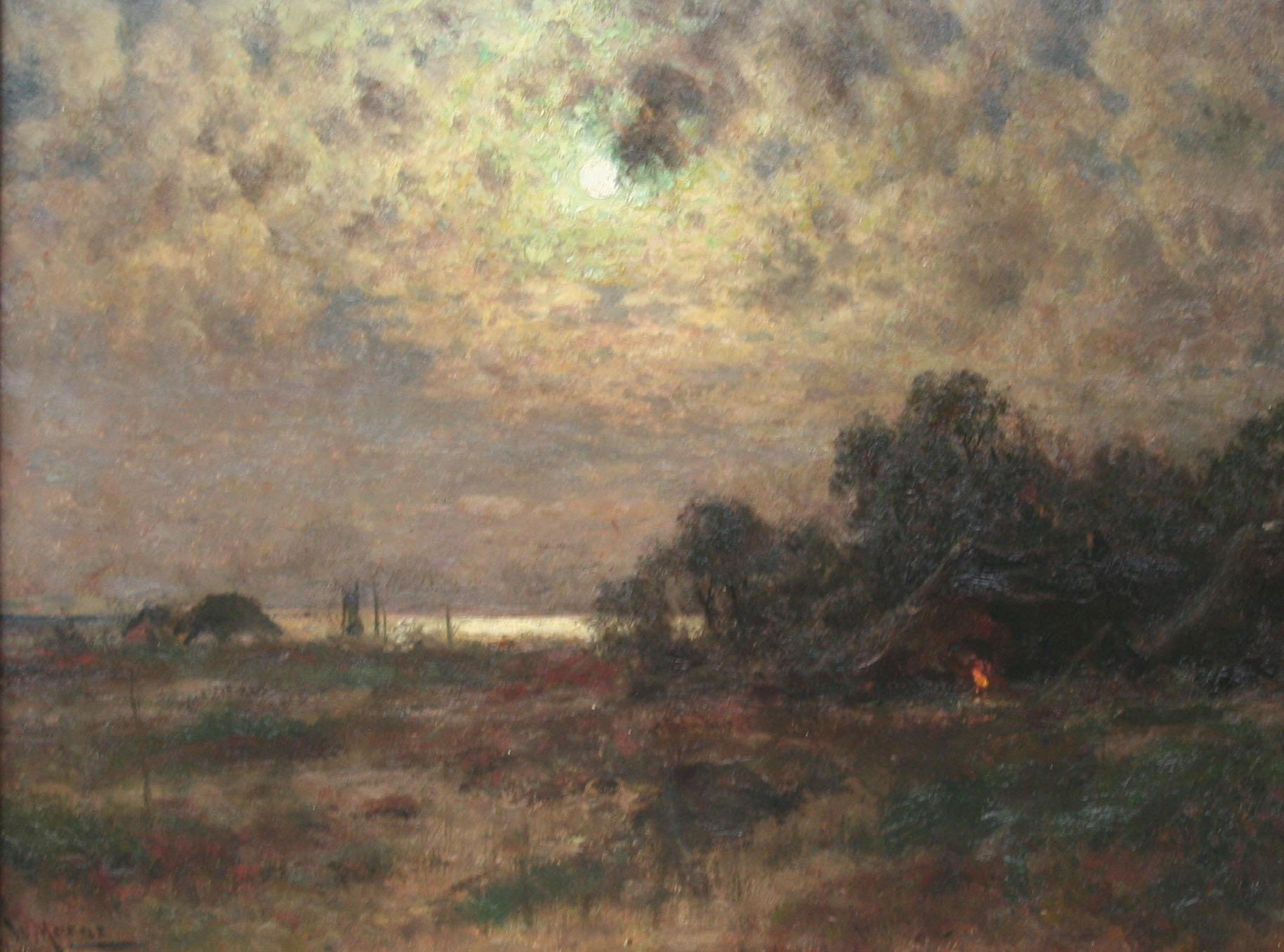
Walter Moras, Öl auf Leinwand, 53 × 62 cm

Auf Empfehlung seines Lehrers Hermann Eschke malte Walter Moras in jungen Jahren vor allem auf der Insel Rügen und in Mecklenburg. Er bereiste Norwegen, Italien, Holland. Viele seiner Bilder entstanden im märkischen Umland von Berlin und später im Spreewald. Als Spreewald-Maler erreichte er den Höhepunkt seiner Bekanntheit und wurde wohlhabend. Er gehörte zu den naturnahen Landschaftsmalern, deren Schaffen mit der Blütezeit der Freilichtmalerei zusammenfiel. In Berlin malte er kaum, obgleich er bis 1921 Berliner war und von der Kunstwissenschaft als „Berliner Maler“ geführt wird. Mehrfach hielt er sich auch zu Malstudien in Ostpreußen auf und war Gast auf dem Rittergut der Familie von Sanden in Tussainen an der Memel.

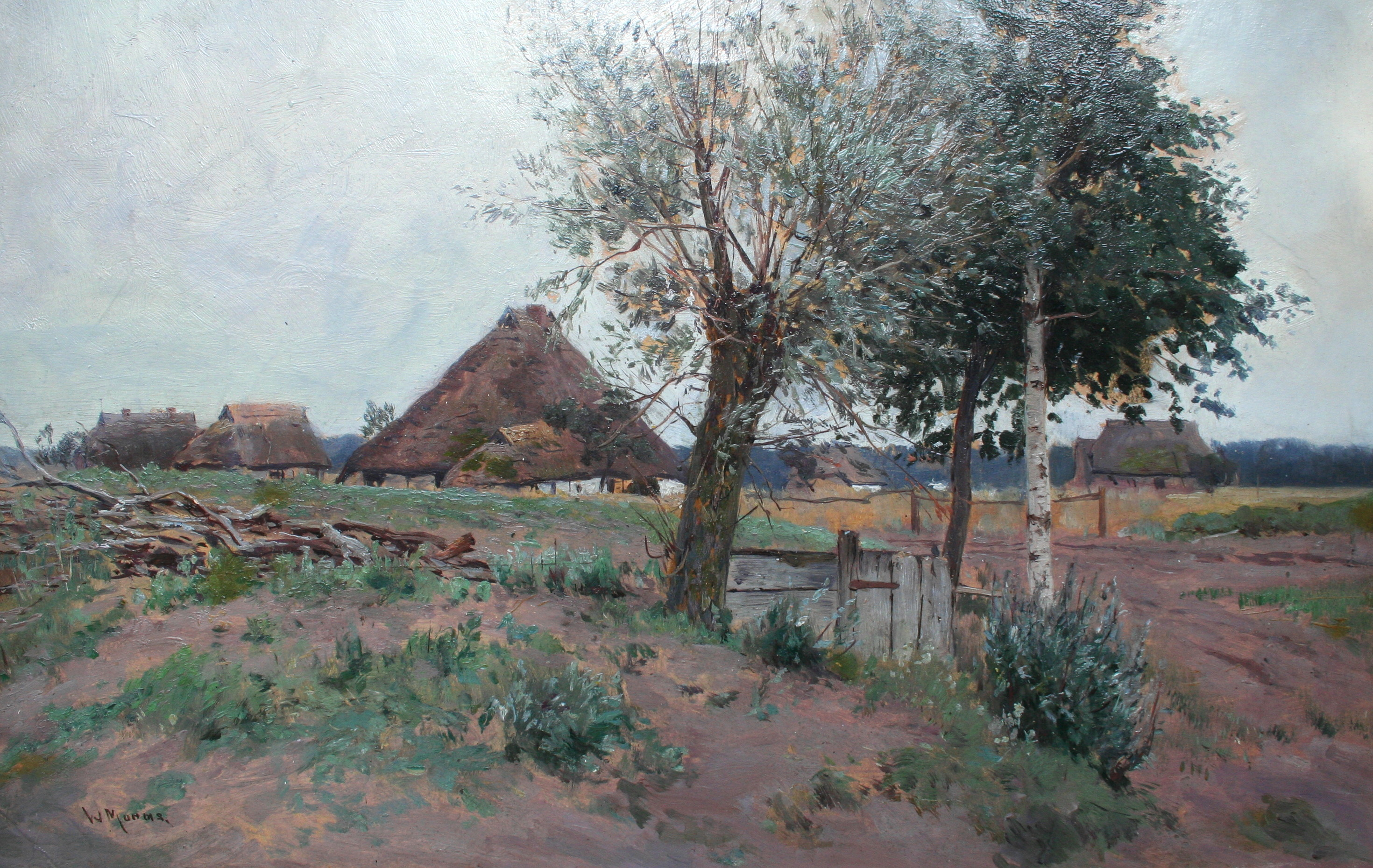
Walter Moras – Märkisches Dorf, Öl auf Malpappe, 34 × 53 cm

Aufgrund eines Lungenleidens fuhr er ab 1917 mehrfach zu Kuraufenthalten in den Harz. Er malte dabei sowohl in Wernigerode als auch in Bad Harzburg ausdrucksstarke Winterbilder. Ab 1921 gab er seine Wohnsitz in Berlin auf und zog endgültig nach Bad Harzburg. Durch die Inflation war sein Vermögen bald aufgezehrt. Der Hunger verschlechterte seinen Gesundheitszustand. Er starb einsam und vergessen als Pflegefall, betreut von zwei mildtätigen Pensionsbesitzerinnen.

Walter Moras war nicht Mitglied im Verein Berliner Künstler, den Kontakt zur Kunstpresse mied er. Er schloss sich auch keiner Norddeutschen Künstlerkolonie an, obgleich er zeitgleich in deren Gefilden malte. Er hatte vermutlich autistische Züge und fand nur wenige Freunde und Gönner. Seine Malweise ist realistisch, geprägt von einem Hauch Melancholie, meist schlicht und kultiviert. Gelegentlich finden sich in seinen stimmungsvollen poetischen Bildern impressionistische Einflüsse. In späteren Jahren schuf er großformatige Herbstbilder, die durch ihre warmen Farbtöne bestechen. Gleiches gilt auch für seine Winterlandschaften, die sehr sorgfältig komponiert sind und im Schnee besonders subtile Tönungen aufweisen. Die Gemälde von Walter Moras sind bis heute beliebt und werden immer wieder auf Kunstauktionen gehandelt.

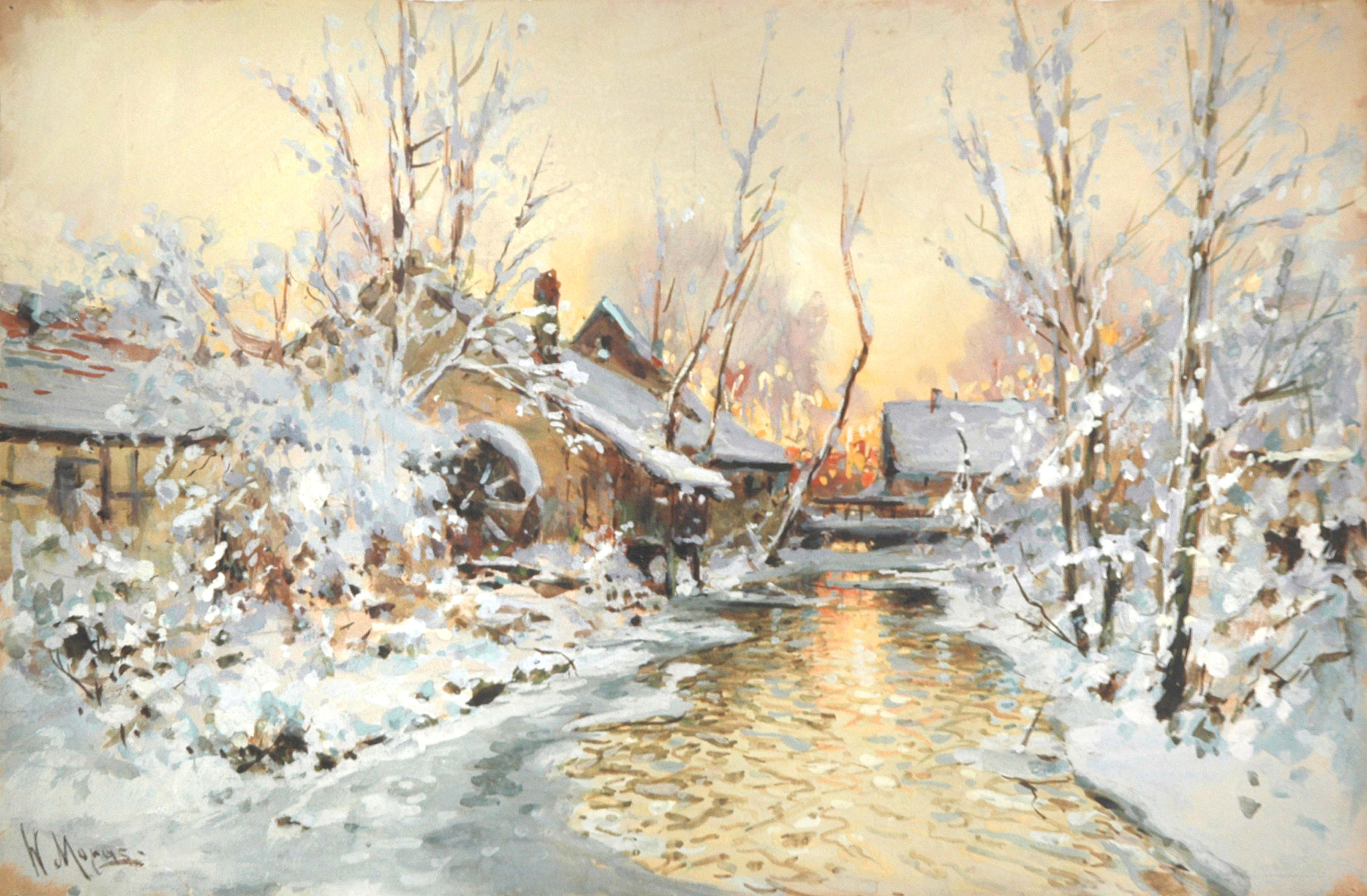
Walter Moras – Verschneite Wassermühle, Gouache, 24 x 36 cm

Am 10. März 1883 heiratete er die Putzmacherin Ida Balluschek (* 1860), Tochter des Kutschers Joseph Balluschek. Aus der Ehe ging Otto Max Bruno Moras (* 14. Oktober 1883 in Berlin; † 13. März 1939 ebenda) hervor. Er wurde auch Maler, konnte aber nicht aus dem Schatten seines Vaters heraustreten.

## Werke
- Meeresbrandung mit Wrack um 1875
- An der jütischen Küste um 1876
- Mondaufgang um 1879
- Wildbach mit Holzschneidemühlen
- Sonnenuntergang im Winter
- Mühle am Bachufer
- Kartoffelernte um 1886
- Ostseestrand um 1887

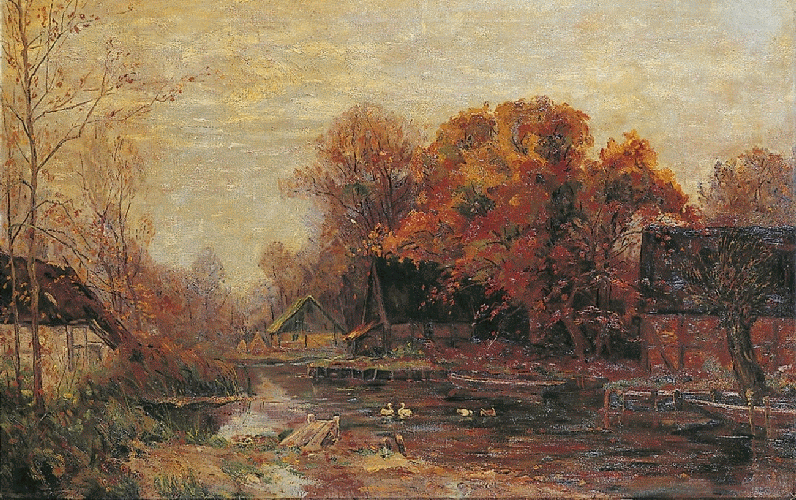
Walter Moras: Herbst im Spreewald

- Märkisches Dorf im Frühling um 1888
- Dorf Göhren auf Rügen um 1890
- Blick auf einen Hochofen in Ruhrort um 1891
- An der Ostsee um 1892
- Nordfjord um 1894
- Märztag um 1897
- Herbsttag in Potsdam um 1900
- Herbst im Spreewald um 1905
- Abendstimmung an der Ostsee um 1908
- Winter im Dorf
- Herbstlandschaft um 1910
- Winterlandschaft um 1910
- Der Wartende um 1890

- Heidelandschaft (Nationalgalerie Berlin)
- Bauernhof mit Garten (Kulturhistorisches Museum Magdeburg)
- Mondschein. Motiv aus Anklam (Museum im Steintor Anklam)
- Spreewald im Sonnenuntergang (Museum Schloss Lübben)
- Dorfstraße in der Mark Brandenburg (Kunstforum Ostdeutsche Galerie Regensburg)